# Graziella Sarraino
Graziella Sarraino (1983) è un'ex cestista italiana.

## Carriera
Guardia tiratrice di 180 cm, ha giocato in Serie A1 con Termini Imerese.